# Зборов

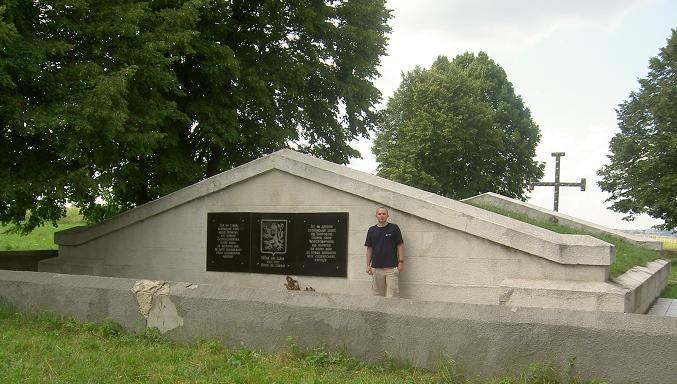
Памятник чехословацким легионерам, погибшим у Зборова, село Калиновка.

Збо́ров (укр. Зборів) — город в Тернопольском районе Тернопольской области Украины. Административный центр Зборовской городской общины.

## Географическое положение
Город Зборов находится на берегу реки Стрыпа в месте впадения в неё рек Западная Стрыпа и Восточная Стрыпа, выше по течению на расстоянии в 1,5 км расположено село Млыновцы, ниже по течению на расстоянии в 0,5 км расположено село Футоры, выше по течению реки Малая Стрыпа примыкает село Присовцы, выше по течению реки Восточная Стрыпа на расстоянии в 1 км расположено село Тустоголовы. На реках сделано несколько запруд.

## Население
По состоянию на 1 января 2013 года численность населения составляла 6923 человек.

### Языковой состав
Родной язык населения по данным переписи 2001 года:
| Язык       | Численность, чел. | Доля     |
| ---------- | ----------------- | -------- |
| Украинский | 7 304             | 99,52 %  |
| Другое     | 35                | 0,48 %   |
| Итого      | 7 339             | 100,00 % |

## История
Первое упоминание о населенном пункте относится к 1166 году, когда здесь было основано поселение Верхостав, которое в 1241 году было уничтожено монголо-татарами.
Существует версия, что Зборов упомянут под названием Изборско в летописном «Списке русских городов дальних и ближних» конца XIV века в группе волынских городов. Первые надёжные упоминания о поселении 3боров относятся в XV веку.
Первые письменные упоминания о предместье — в XV в., его основали шляхтичи Зборовские из Великой Польши, назвавшие его в честь родного поселения. По одной из версий, город появился на месте села Куклинцы. . По другим — город основали владельцы одноимённого городка во Львовской земле. С XVI в. в 3борове был небольшой замок. В исторических документах 1601 г. упомянута власть бургомистра в городе, следовательно Зборов имел магдебургское право.
После Зборовских город принадлежал Собеским; на начало XVII в. или с 1642 г. город принадлежал Якову Собескому, основавшему в 1627 г. парафию католической церкви. С 1740 г. город перешёл к Радзивиллам, с 1760 г. — Бельским.
В августе 1649 года около Зборова состоялась битва запорожского казацкого войска во главе с Б. Хмельницким и его союзника хана Ислам-Гирея ІІІ с польской армией во главе с королём Яном II Казимиром.
По итогу Первого раздела Речи Посполитой в 1772 году отошёл к Австрии, был включён в состав королевства Галиции и Лодомерии.
В июле 1917 года близ Зборова произошло сражение между русской (с участием Чехословацкого легиона) и австро-венгерской армиями.
1 сентября 1939 года германские войска напали на Польскую Республику, началась Германо-польская война 1939 года.
С 17 сентября 1939 года Красная Армия Советского Союза вступила в восточные районы Польши — Западную Украину. Поход закончился подписанием 28 сентября 1939 года Договора о дружбе и границе между СССР и Германией.
8 октября 1939 года здесь началось издание местной газеты.
C 14 ноября 1939 года в составе Украинской Советской Социалистической Республики Союза Советских Социалистических Республик.
В 1939 году присвоен статус города.
В ходе Великой Отечественной войны 2 июля 1941 года Зборов был оккупирован наступавшими немецкими войсками
20 июля 1944 года в ходе Львовско-Сандомирской наступательной операции (13 июля — 29 августа 1944 года был освобождён советскими войсками 38-й армии и 2-й воздушной армии 1-го Украинского фронта.
В январе 1989 года численность населения составляла 6809 человек, основой экономики города в это время являлись плодоовощной комбинат и производство стройматериалов.
С 8 декабря 1991 года в составе Украины.
В 1997 году находившееся здесь ПТУ № 30 было ликвидировано.
В ходе административно-территориальной реформы в Украине, в 2020 году Зборовский район был упразднён, а город стал административным центром Зборовской городской общины Тернопольского района.

## Экономика
- Зборовский кирпичный завод, ОАО.
- Плодоовощной комбинат.
- Плодоконсервный завод.
- Санаторий «Барвинок», ООО.

## Транспорт
Рядом проходит железная дорога, станция Тустоголовы в 1,5 км.
Через город проходит автомобильная дорога Н-02.

## Объекты социальной сферы
- Школа № 1.
- Школа № 2.
- Гимназия.
- Зборовский колледж Тернопольского национального технического университета им. И. Пулюя.
- Музыкальная школа.
- Дом культуры.
- Больница.
- Зборовский фельдшерско-акушерский пункт.

## Достопримечательности
- Братская могила советских воинов.
- Памятник чехословацким легионерам, погибшим у Зборова.

## Интересные факты
- Лётчик Краснов, из состава 8-го отдельного авиационного полка, 2-й воздушной армии, посадил самолёт У-2 (кукурузник) на крышу дома в городе Зборов[17]

## Известные люди
- В. Н. Шандра — министр Украины, родился в г. Зборов.
- Роман Завадович (1903—1985) — украинский писатель, журналист, редактор, культурно-образовательный[что?] деятель.